# Oulada
Oulada és una regió de Guinea situada al sud-est de Dinguiraye i a l'oest-nord-oest de Kouroussa. La seva capital històrica és Nono.
El 1889, després de la caiguda de Koundian, el país es va declarar aliat de França. Aquest domini però no es va fer efectiu fins al 1891 quan Samori Turé va llençar als seus soldats cap al sud fixant com a objectius l'Oulada i Baleya on la posició militar francesa establerta a Banko havia estat suprimida; esperava no haver d'enfrontar als francesos; a més podia comptar amb el suport del cap Soriba, retirat al Futa Djalon, i amb les bandes del seu lloctinent Bilali que operaven als límits de Futa Djalon feia tres anys; aquestes bandes estaven formades per malcontents que després de la caiguda d'Ahmadou Tall miraven al Dinguiray com la seva propietat; Bilali de fet aspirava a dominar aquesta província, de la que l'Oulada era un apèndix.
Samori va organitzar les seves forces en tres grups manats per Soriba, Bakary i Morefinodian, i al final de maig va donar l'ordre d'envair l'Oulada i Baleya. Els habitants no van oposar resistència. Morefinodian va saquejar la zona i va fer un bon botí que va entregar a Samori. Soriba va combinar la seva acció amb la dels guerrers de Bilali, i junts van assaltar Toumania (a uns 30 km al sud de Banko i a uns 15 km del Níger) on foren rebutjats; i Bakary es va presentar davant Kouroussa on va combatre contra el capità Réjou de la 3ª companyia. Durant la primera quinzena de juny els sofes van operar altre cop a Kouroussa, i els comandants de Siguiri i de Kankan van acordar unir els seus esforços per posar fi als atacs: la tercera companyia els atacaria i els empenyeria cap al sud mentre un columna sortida de Kankan marxaria sobre Bagué i passaria en cas necessari el Níger per tallar la retirada a l'enemic.
El 16 de juny el capità Réjou va avançar sobre Banko; pel camí va saber que la població havia estat abandonada i que els sofes eren a Nono (a uns 25 km al nord-est de l'anterior), i es va dirigir allí però va arribar tard, doncs els sofes ja havien fugit una part cap a l'altre costat del Níger (situat a uns 40 km al sud) i la resta cap a Toumania (a uns 30 km al sud de Banko). Réjou va haver de retornar a Kouroussa on es va creuar amb el destacament de Kankan, conduït pel capità Besançon (format per 18 spahis auxiliars organitzats pel sotstinent Mangin, la 6ª companyia i una secció de la 9ª companyia manada pel tinent de Sainte-Colombe, a més de 50 auxiliars de Kankan i el doctor Quennec.
Després d'haver dispersat uns 40 sofes que guardaven Tamouni i travessat el Niandan a Bagué, el capità Besançon es va enfrontar a un dels cossos de l'almamy a les poblacions de Guililan i de Guérédougou-Kéniéro i el va rebutjar cap al riu; després va creuar el Tabaco per la força i va arribar a Massa-Makhana, à 12 kilòmetres més a l'oest, on se li havia indicat la presència del gruix dels sofes. Va trobar a l'enemic despert, va remuntar al nord fins a Saman i Kouroussa, on, després d'un dia de descans, va retornar a Massa-Makhana per reconèixer la població, però els sofes ja havien fugit; llavors va retornar a Kouroussa per posar-se en contacte amb la 3ª companyia. Després Besançon va anar a Kankan, via Baro i Binko. Quant al capità Réjou, va deixar a Kouroussa una guarnició de 10 homes amb el sotstinent Bunas i va retornar a Siguiri (2 de juliol).
Tots aquests enfrontaments van obligar els sofes a evacuar l'Oulada, Baleya i Sankaran on pensaven passar la hivernada. El 1891 el resident Maritz del Dinguiray es va assegurar el control de l'Oulada i Baleya.